# Arturo Jiménez Borja
Arturo Jiménez Borja (Tacna, 18 de julio de 1908—Lima, 13 de enero de 2000) fue un médico, escritor, pintor, museólogo y etnólogo peruano. Se interesó por las culturas indígenas, destacando sus obras dedicadas  al mate peruano, las máscaras de baile e instrumentos musicales, objetos de los que reunió valiosas colecciones. También recopiló leyendas peruanas y se dedicó a la restauración arqueológica y a la instalación de museos de sitio, destacando al respecto los sitios de Puruchuco y Huallamarca.

## Biografía
Fue hijo de José Jiménez Ara y Jesús Borja Iturri. Hermano de José Jiménez Borja, fue descendiente de primer orden del último curaca indígena de Tacna, Toribio Ara. Fue en su niñez cuando nació su pasión por la cultura de su país y así lo explicó:

Mi amor por las ruinas, por nuestro folklore, tan rico, por nuestro país, nació siendo yo aún niño. Creo que esto lo explica la raíz indígena que me nutre... Mi abuelita Dolores (fue) descendiente directa de Toribio Ara, último cacique indígena de Tacna, patriota que estuvo al lado de Francisco de Zela en el primer grito de emancipación.

Sus primeros años transcurrieron durante la ocupación chilena de Tacna, en plena chilenización. Ante las restricciones que sufrían los peruanos, que solían desembocar en violencias, fue enviado a estudiar a La Paz, Bolivia, donde lo matricularon en el colegio jesuita de San Calixto. De regreso al Perú, prosiguió sus estudios en el Colegio Nacional de San Miguel, de Piura; y en el Colegio Santo Tomás de Aquino, de Lima.
Ingresó a la Universidad Nacional de San Marcos, donde se graduó de bachiller y se tituló de médico-cirujano en 1943. Se dedicó a la docencia universitaria, como jefe de clínicas en la cátedra a cargo del doctor Sergio Bernales, asumiendo luego las cátedras de Terapéutica y Endocrinología en la Facultad de Medicina de San Fernando. Asimismo, trabajó durante más de treinta años en el Hospital Obrero, hoy Hospital Guillermo Almenara Irigoyen.
Alternó el ejercicio de su profesión con estudios e investigaciones sobre diversos aspectos culturales de los pueblos andinos, como en lo referente a los vestidos, mates burilados, máscaras y los instrumentos musicales indígenas. Se dedicó también a recopilar las tradiciones, leyendas y cuentos populares. En la misma línea de difusión cultural, en 1939 fundó la revista 3, junto con Luis Fabio Xammar y José Alfredo Hernández.

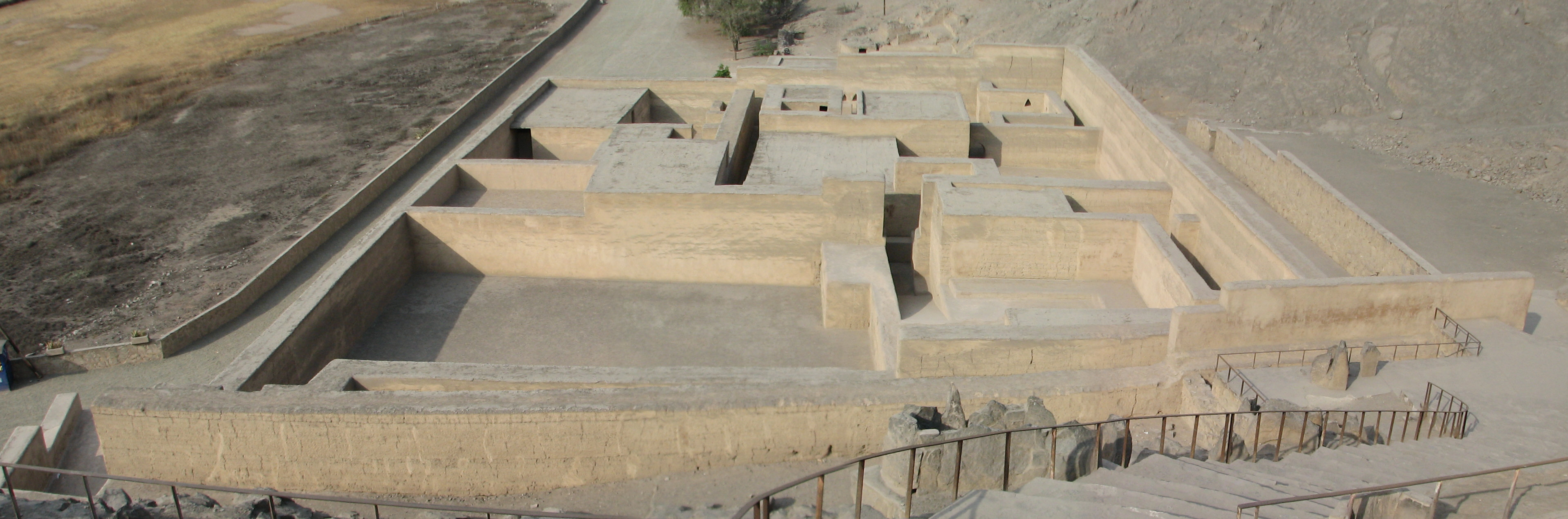
Imagen del sitio arqueológico de Puruchuco, restaurado por Arturo Jiménez Borja.

Asimismo, se dedicó a la restauración de monumentos antiguos, como los de Puruchuco, un sector de Pachacámac, Huallamarca y Paramonga, edificando un museo de sitio en cada uno de ellos. Viajó a los Estados Unidos y a México para especializarse en restauración. Fue el pionero en este tipo de trabajos de restauración y revalorización de sitios arqueológicos, que mereció diversas críticas pues no se ajustaban necesariamente a la morfología original de los monumentos y se orientaban más a convertirlos en atractivos turísticos. 
Fue director del museo de sitio de Pachacámac (1956), subdirector de la Casa de la Cultura (1970), director de los museos regionales y de sitio (1977), asesor del director del  Instituto Nacional de Cultura en lo referente a museos, y, finalmente, director del Museo de la Nación (1991).
Donó su colección de instrumentos musicales del Perú a la Universidad Nacional Mayor de San Marcos; y su colección de máscaras de todo el Perú al Instituto Riva-Agüero de la Pontificia Universidad Católica del Perú.
Murió asesinado el 13 de enero del 2000, en su vivienda en Lima, en circunstancias que no han sido esclarecidas del todo. En cumplimiento de su voluntad, fue enterrado en el jardín de la entrada del Museo de Sitio de Puruchuco.

## Publicaciones
Publicó muchas obras de corte etnológico, sumado a su labor en la narración de cuentos y leyendas peruanas.
- Cuentos peruanos (1937)
- Moche (1938)
- Iconografía esquizofrénica (1938), tesis de bachillerato.
- Historia e iconografía de un esquizofrénico (1939)
- Instrumentos musicales del Perú (1951)
- Cuentos y leyendas del Perú (1940)
- Los taquis según Guaman Poma de Ayala (1941)
- Mate peruano (1948). Reeditado como parte del libro El mate en el Perú. Lima, Biblioteca Abraham Valdelomar, 2015.[5]
- Instrumentos musicales del Perú (1951)
- La comida en el antiguo Perú (1953)
- La noche y el sueño en el antiguo Perú (1962)
- La creación del mundo (1962)
- Pachacámac. El hijo del Sol. La creación del mundo (1965), dramatizaciones.
- Imagen del mundo aborigen  (1973), relatos recogidos entre 1930 y 1950.
- Guía de Sechín (1973)
- Puruchuco (1979)
- Chancay (1982), en colaboración con Fernando de Szyszlo.
- Paracas (1984)
- Moche (1985)
- Máscaras peruanas, Banco Continental, Lima, 1996.
- Vestidos populares peruanos, Banco Continental, Lima, 1998.

En todos estos trabajos, primorosamente escritos, destacan dos virtudes: el conocimiento acabado de los cronistas del Perú y un amor evidente a sus temas, patente en la delicadeza y primor de un estilo castizo y poético. No son informes científicos; son investigaciones científicas y textos de la mejor calidad estética.
Luis Alberto Sánchez

## Premios y reconocimientos
- Orden El Sol del Perú, en el grado de Comendador (1968).[7]
- Orden de Isabel La Católica de España
- Premio Rousell de Medicina (1992).